# Bakersfield (Vermont)
Bakersfield ist eine Town im Franklin County des Bundesstaates Vermont in den Vereinigten Staaten mit 1.273 Einwohnern (laut Volkszählung von 2020).

## Geografie

### Geografische Lage
Bakersfield liegt in den Green Mountains, etwa 30 Kilometer östlich des Lake Champlain. Im Südosten des Franklin Countys an der Grenze zum Lamoille County. Einige kleinere Bäche durchziehen die Town, die in nördlicher Richtung oder in westlicher Richtung, wie der Black Creek in den Missisquoi River münden. Die Oberfläche ist hügelig, die höchste Erhebung ist der 577 m hohe Peaked Mountain.

### Nachbargemeinden
Alle Entfernungen sind als Luftlinien zwischen den offiziellen Koordinaten der Orte aus der Volkszählung 2010 angegeben.
- Norden: Enosburgh, 4,4 km
- Nordosten: Montgomery, 19,6 km
- Osten: Belvidere, 11,4 km
- Süden: Waterville, 2,6 km
- Südwesten: Fletcher, 13,7 km
- Westen: Fairfield, 16,5 km

### Klima
Die mittlere Durchschnittstemperatur in Bakersfield liegt zwischen −9,44 °C (15 °Fahrenheit) im Januar und 20,6 °C (69 °Fahrenheit) im Juli. Damit ist der Ort gegenüber dem langjährigen Mittel der USA um etwa 9 Grad kühler. Die Schneefälle zwischen Mitte Oktober und Mitte Mai liegen mit mehr als zwei Metern etwa doppelt so hoch wie die mittlere Schneehöhe in den USA. Die tägliche Sonnenscheindauer liegt am unteren Rand des Wertespektrums der USA, zwischen September und Mitte Dezember sogar deutlich darunter.

## Geschichte
Der Grant für Bakersfield wurde am 27. Februar 1787 ausgerufen. Bestätigt wurde der Grant zugunsten von Luke Knowlton am 25. Januar 1791. 1787 war Joseph Baker der erste Siedler in der Town, der zweiten Besitzer, der im Jahr 1798 oder 1799 auch die komplette Fläche aufkaufte. Nach ihm wurde die Town in Bakersfield benannt. Auch der ursprüngliche Eigentümer Luke Knowlton (oder Knoulton) dem der Grant zugesprochen worden war, findet sich in amtlichen Namen: In alten Akten taucht gelegentlich die Bezeichnung Bakersfield alias Knoultons Gore auf. 1792 wurden Teile von Fairfield und das ehemalige Smithfield dem Gemeindegebiet zugeschlagen, 1795 das frühere Knights Gore und 1963 Averys Gore. Ursprünglich umfasste der Grant eine Fläche von 10.000 Acre (4.047 Hektar). Durch diese Landzuschläge wuchs die Große auf 26.000 Acre (10.522 Hektar) an.

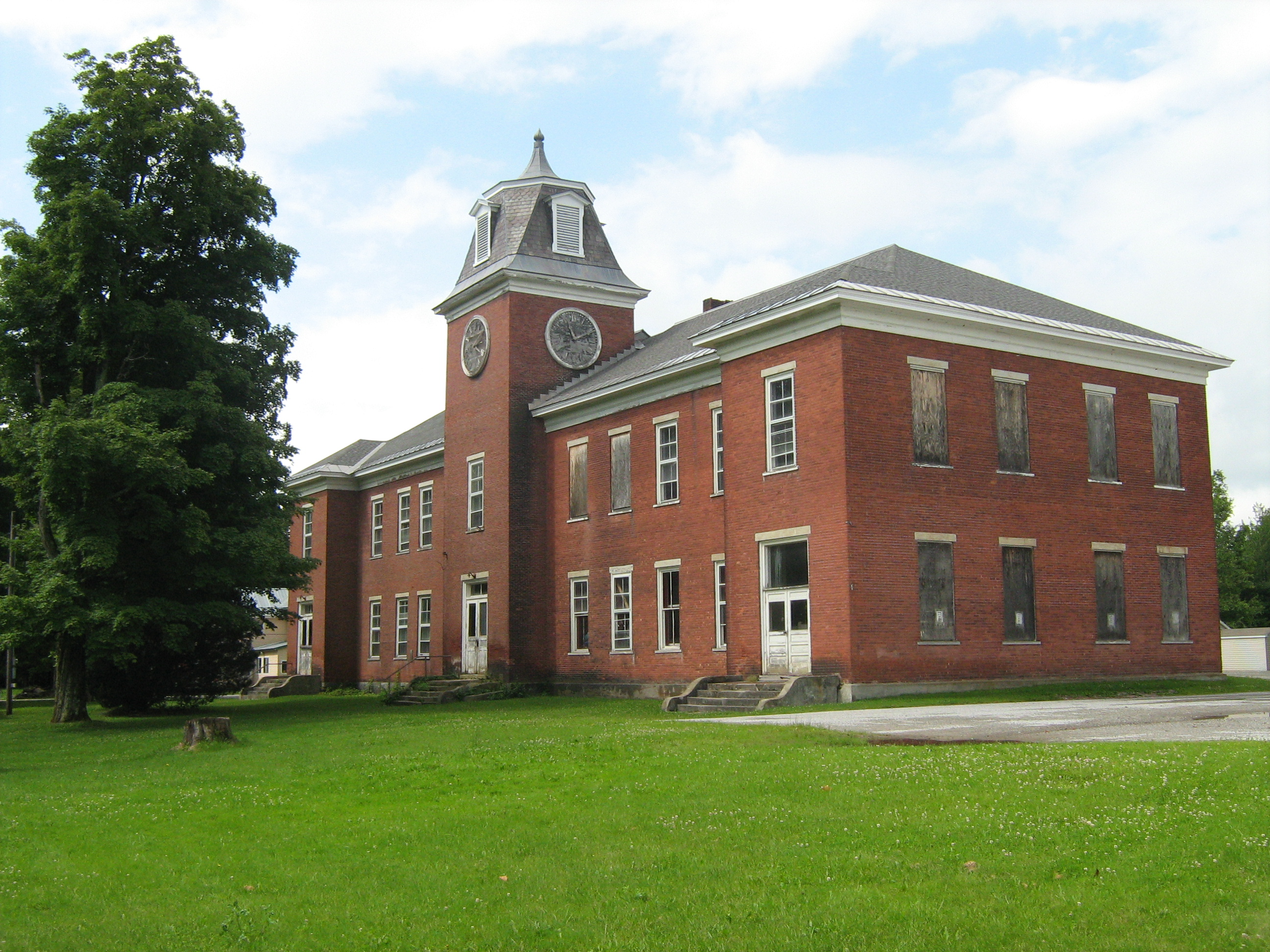
Brigham Academy

Die Brigham Academy wurde im Jahr 1878 durch die Town gegründet. Ermöglicht wurde dies durch eine Spende von Peter Bent Brigham einem Philanthropen und Sohn der Town. Sie war bis 1966 als Sekundarschule aktiv. Bekannte Absolventen waren Warren Austin oder Mary Jane Safford. Das Gebäude wurde 1995 im National Register of Historic Places gelistet.
Die Bewohner leben in erster Linie von der Wald- und Forstwirtschaft; seit etwa 1970 entwickelt sich der Ort verstärkt zu einer Schlafstadt für Pendler in die südlich gelegenen Industriezentren.

### Religion
In Bakersfield sind zwei religiöse Gemeinden ansässig: Die United Church of Christ und eine methodistische Gemeinde.

### Einwohnerentwicklung
| Jahr      | 1700  | 1710  | 1720  | 1730  | 1740  | 1750  | 1760  | 1770  | 1780  | 1790  |
| --------- | ----- | ----- | ----- | ----- | ----- | ----- | ----- | ----- | ----- | ----- |
| Einwohner |       |       |       |       |       |       |       |       |       | 13    |
| Jahr      | 1800  | 1810  | 1820  | 1830  | 1840  | 1850  | 1860  | 1870  | 1880  | 1890  |
| Einwohner | 222   | 812   | 945   | 1.087 | 1.258 | 1.523 | 1.451 | 1.403 | 1.248 | 1.162 |
| Jahr      | 1900  | 1910  | 1920  | 1930  | 1940  | 1950  | 1960  | 1970  | 1980  | 1990  |
| Einwohner | 1.158 | 1.079 | 980   | 889   | 827   | 779   | 664   | 635   | 852   | 977   |
| Jahr      | 2000  | 2010  | 2020  | 2030  | 2040  | 2050  | 2060  | 2070  | 2080  | 2090  |
| Einwohner | 1.215 | 1.322 | 1.273 |       |       |       |       |       |       |       |

## Wirtschaft und Infrastruktur

### Verkehr
Im Zentrum der Town kreuzt sich die in nordsüdlicher Richtung von Enosburgh im Norden nach Cambridge im Süden verlaufende Vermont Route 108 mit der in westlicher Richtung nach St. Albans verlaufenden Vermont Route 36. Es gibt keine Station der Amtrak in Bakersfield. Der nächste befindet sich in St. Albans.

### Öffentliche Einrichtungen
Das Northwestern Medical Center in St. Albans ist das nächstgelegene Krankenhaus für die Bewohner der Town.

### Bildung
Bakersfield gehört mit Berkshire, Enosburg, Montgomery und Richford zur Franklin Northeast Supervisory Union Die Bakersfield Elementary Middle School bietet für etwa 155 Kindern Schulklassen vom Kindergarten bis zum achten Schuljahr.
Die H.F. Brigham Library wurde 1907 gegründet und befand sich bis 1951 in verschiedenen Wohnhäusern. Im Jahr 1951 erhielt die Town eine Spende von Mary Brigham und in Erinnerung an ihren Bruder wurde die H.F. Brigham Memorial library gebaut.

## Persönlichkeiten

### Söhne und Töchter der Stadt
- Peter Bent Brigham (1807–1877), Geschäftsmann und Philanthrop